# 科里·米尔斯
科里·米尔斯（英語：Cory Mills，1980年7月13日—）为美国商人、国防承包商及政治人物，隶属于共和党，于2022年成功当选佛罗里达州第七国会选区联邦众议员。

## 早年生活和教育
科里·米尔斯出生于佛罗里达州冬季港口。他先是于佛罗里达州立大学杰克逊维尔校区获得了文学和理学副学士学位，后于美国军事大学获得了健康科学专业的理学士学位以及国际关系与冲突解决专业的文学硕士学位。

## 职业生涯
米尔斯于1999年至2004年间在美国陆军服役并参加了伊拉克战争，在战争中他隶属于美国陆军第82空降师以及88特遣队。在2005年至2009年间，米尔斯曾担任私人军事承包商戴恩国际的安全专家。到了2010年，他又开始担任海上安全服务特种战术服务领域的海上安全专家和反海盗顾问。随后米尔斯于2010至2011年间担任Chemonics公司的安全经理，并于2011年担任管理系统国际公司的高级风险管理员。随后他于同年加入了世界和平有限责任公司，后来担任该公司的信息运营部门主管和高级副总裁。
米尔斯曾于2020至2021年间担任国防商业委员会成员，此外他还是军事及执法设备制造商ALS低致命系统的创始人之一。除此之外米尔斯还是私人安保公司PACEM防卫的联合创始人之一，并担任其执行董事。他随后于2022年参选佛罗里达州第七国会选区的联邦众议员，并成功当选。

## 选举历史
| 党派 | 党派   | 候选人          | 得票数 | 百分比 |
| ---- | ------ | --------------- | ------ | ------ |
|      | 共和党 | 科里·米尔斯     | 27,452 | 38.1%  |
|      | 共和党 | 安东尼·萨巴蒂尼 | 17,059 | 23.6%  |
|      | 共和党 | 布雷迪·杜克     | 11,010 | 15.3%  |
|      | 共和党 | 泰德·爱德华兹   | 4,197  | 5.8%   |
|      | 共和党 | 拉塞尔·罗伯茨   | 3,970  | 5.5%   |
|      | 共和党 | 埃里卡·本菲尔德 | 3,912  | 5.4%   |
|      | 共和党 | 斯科特·斯特吉尔 | 3,055  | 4.2%   |
|      | 共和党 | 阿尔·桑托斯     | 1,480  | 2.1%   |

| 党派 | 党派       | 候选人              | 得票数  | 百分比 |
| ---- | ---------- | ------------------- | ------- | ------ |
|      | 共和党     | 科里·米尔斯         | 177,966 | 58.53  |
|      | 民主党     | 凯伦·格林           | 126,079 | 41.47  |
|      | 独立候选人 | 卡登·庞贝（海选票） | 10      | <0.01  |
| 合计 | 合计       | 合计                | 304,045 | 100.0  |